# Caucaea olivacea
Caucaea olivacea  es una especie de orquídea epifita originaria de Sudamérica.

Vista de la planta

## Descripción
Es una orquídea de tamaño pequeño, prefiere el clima fresco, tiene un hábito epífita con pseudobulbos comprimidos lateralmente agrupados, de color verde y forma de huevo sin brillo con crestas longitudinales en los lados y que llevan 1 a 2 hojas, apicales y lineales con forma de cinta, coriáceas, agudas y que se pliegan longitudinalmente. Florece durante todo el año en una inflorescencia basal, delgada, erguida, racemose a paniculada que lleva de 8 a 12 flores vistosas y duraderas.

## Distribución
Se encuentra en Colombia y Ecuador en elevaciones de 2300 a 3960 metros en los troncos podridos.

## Taxonomía
Caucaea olivacea fue descrita por (Kunth) N.H.Williams & M.W.Chase y publicado en Lindleyana 16: 283. 2001.
Etimología
Caucaea: nombre genérico que alude a su localización en las cercanías del río Cauca..
olivacea: epíteto latino que significa "de color verde oliva".
Sinonimia
- Caucaea cucullata (Lindl.) N.H.Williams & M.W.Chase
- Caucaea kennedyi (Stacy) N.H.Williams & M.W.Chase
- Caucaea rhodosticta (Kraenzl.) N.H.Williams & M.W.Chase
- Oncidium cucullatum Lindl.
- Oncidium cucullatum var. giganteum auct.
- Oncidium kennedyi Stacy
- Oncidium olivaceum Kunth
- Oncidium olivaceum var. giganteum (auct.) Stacy
- Oncidium olivaceum var. lawrenceanum Rob.
- Oncidium olivaceum var. macrochilum (Lindl.) Sander
- Oncidium rhodostictum Kraenzl.[1][4][5]